# Stylochaeta fusiformis
Stylochaeta fusiformis är en djurart som tillhör fylumet bukhårsdjur, och som först beskrevs av Spencer 1890.  Stylochaeta fusiformis ingår i släktet Stylochaeta och familjen Dasydytidae. Inga underarter finns listade i Catalogue of Life.